# 明源寺 (墨田区)

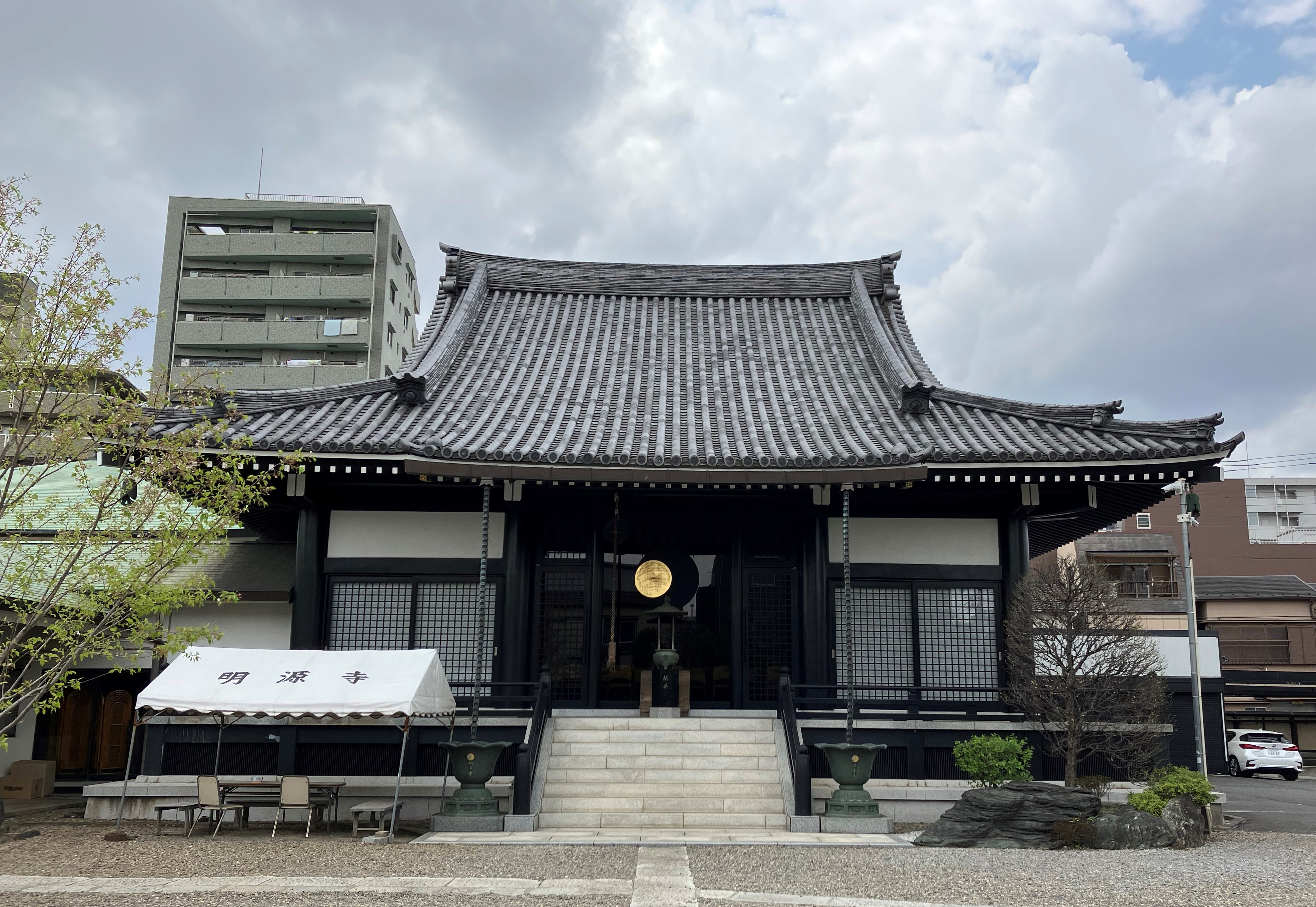
本堂

明源寺（みょうげんじ）は、東京都墨田区立花一丁目にある曹洞宗の寺院。

## 概要
1540年（天文9年）、安充によって開山された。
墓地には、小村井村の名主だった小山孫左衛門の墓などがある。

## 交通アクセス
- 小村井駅より徒歩6分。